# Station Lügde
Station Lügde (Haltepunkt Lügde) is een spoorwegstation in de Duitse plaats Lügde, in de deelstaat Noordrijn-Westfalen. Het station ligt aan de spoorlijn Hannover - Soest.

## Indeling
Het station heeft twee zijperrons, welke niet zijn overkapt maar voorzien van abri's. De perrons zijn verbonden via een voetgangerstunnel, welke de bereiken is vanaf de straten Bahnhofstraße en Kilianstraße. Rondom het station zijn er een aantal parkeerplaatsen en fietsenstallingen. Aan de westzijde van de sporen staat het stationsgebouw, maar deze wordt als dusdanig niet meer gebruikt.

## Verbindingen
Het station is onderdeel van de S-Bahn van Hannover, die wordt geëxploiteerd door DB Regio Nord. 

Lijnennetkaart S-Bahn Hannover; zie de naar linksonder lopende lijn

De volgende treinserie doet het station Lügde aan:
| Serie | Treinsoort             | Route | Bijzonderheden                 |
| ----- | ---------------------- | --- | ------------------------------ |
| S5    | S-Bahn (DB Regio Nord) | Hannover Flughafen – Hannover Hbf – Hannover Bismarckstraße – Hamelen – Bad Pyrmont – Lügde – Paderborn Hbf | Flughafen - Hamelen 2x per uur |